# Markowice (Couïavie-Poméranie)
Pour les articles homonymes, voir Markowice.
Markowice (en allemand : Markowitz) est un village polonais appartenant à la commune (gmina) de Strzelno du powiat de Mogilno dans la voïvodie de Couïavie-Poméranie.
Le village était une possession de la famille Zieliński avant d'être vendu aux Wilamowitz-Moellendorf au début du XIXe siècle. Il est connu pour son manoir (anciennement de Markowitz), où naquit en 1848 Ulrich von Wilamowitz-Moellendorff. La région faisait alors partie de la province de Posnanie appartenant au royaume de Prusse depuis le premier partage de la Pologne.

## Architecture
- Couvent des Carmes d'architecture baroque du XVIIIe siècle, appartenant depuis le XXe siècle aux oblats de Marie-Immaculée. Le bienheureux Joseph Cebula y fut maître des novices avant la Seconde Guerre mondiale.

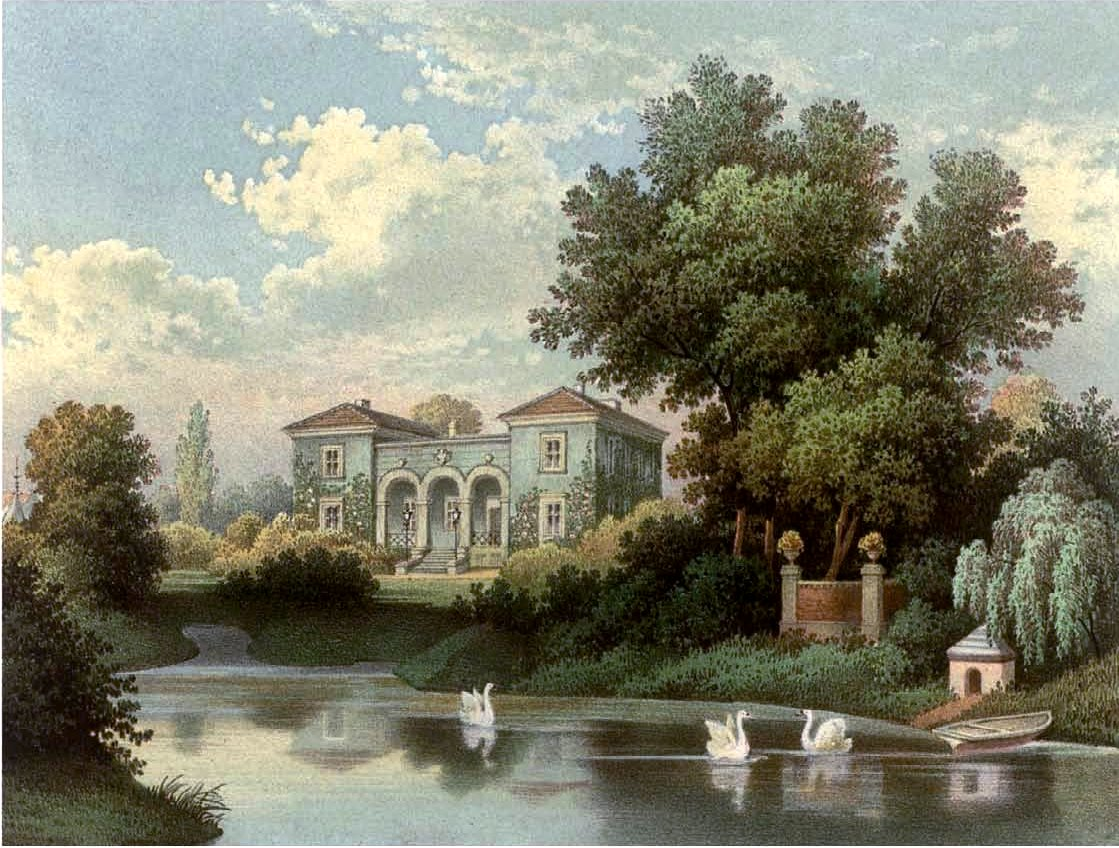
Markowice vers 1860, édité par Alexander Duncker.
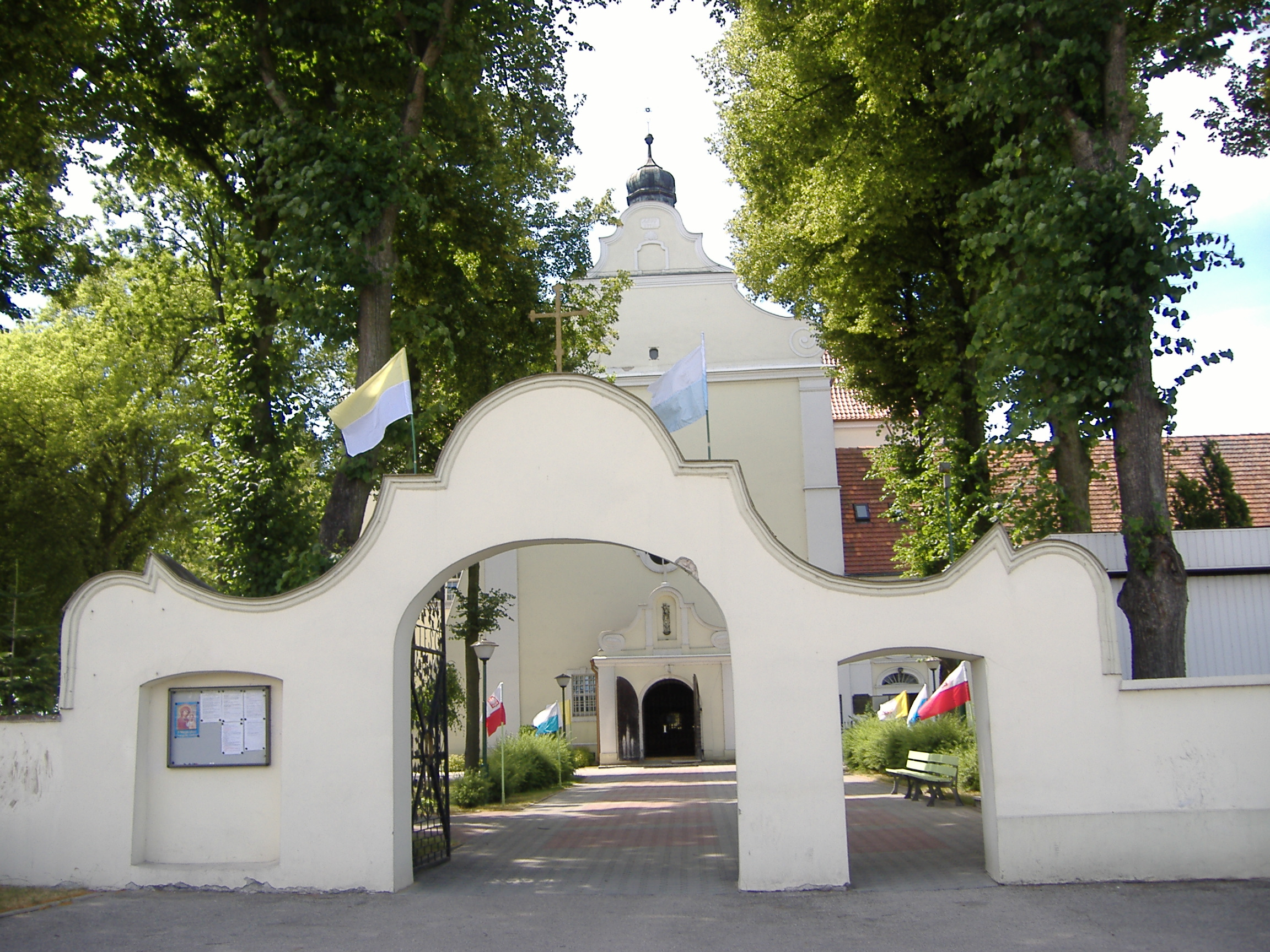
Entrée du couvent de Markowice.